# Elaphoglossum semicylindricum
Elaphoglossum semicylindricum is een varen uit de niervarenfamilie (Dryopteridaceae). Het is een endemische soort voor de Portugese eilanden Madeira en de Azoren.

## Naamgeving enetymologie
- Portugees: Língua de vaca

De botanische naam Elaphoglossum komt van het Oudgriekse ἔλαφος, elaphos (hert) en γλώσσα, glōssa (tong), naar de vorm van de bladeren.

## Kenmerken
Elaphoglossum semicylindricum is een overblijvende, epifytische varen met een kruipende wortelstok. De bladen zijn ongedeeld, langwerpig ovaal, met een duidelijke middennerf en ruw oppervlak.
De onderkant van de bladen is praktisch volledig bedekt met een viltige laag van ronde sporenhoopjes zonder dekvliesjes.